# Vermiljoenhoutzwam
De vermiljoenhoutzwam (Pycnoporus cinnabarinus) is een schimmel uit de familie Polyporaceae. De soort leeft saprotroof op stammen, takken en stronken van allerlei loofbomen, maar vooral berk en beuk. Hij heeft een  voorkeur voor zonnige en vochtige plaatsen. Het eenjarige vruchtlichaam ontplooid zich in de zomer maar blijft een groot deel van het jaar herkenbaar aanwezig. De paddenstoel is feloranje gekleurd en oneetbaar. De soort produceert kaneelzuur om zichzelf tegen bacteriën te beschermen.

## Kenmerken

### Uiterlijke kenmerken
Vruchtlichamen
De vermiljoenhoutzwam is 2–10 cm in diameter en tot 6 cm consolevormig, maar alleen in het midden aan het substraat gehecht, soms met een verdikking op die plek. Het vruchtlichaam heeft een dikte van 1-2 cm, is onduidelijk concentrisch en heeft een licht golvende gebogen rand. Het oppervlak is onregelmatig en fluwelig. De kleur is meestal opvallend vermiljoenrood tot oranje. Het vlees is niet brandbaar en met kaliloog wordt het zwart.
Poriën
De hoekige en langwerpige poriën zijn labyrintisch en relatief fijn (2 a 3 per mm). Het vlees is taai, leerachtig hard, kurkachtig en oranjerood van kleur.
Geur en smaak
Geur en smaak zijn onopvallend.
Sporenprint
De sporenprint is wit.

### Microscopische kenmerken
De sporen zijn inamyloïde, cilindrisch of elliptisch, glad en kleurloos, J- en meten 4–5,5 × 2–2,5 μm. De basidia meten 10-15 × 4-5 μm en hebben vier sterigmata. Het heeft een trimitisch hyfensysteem.

## Verspreiding
Met uitzondering van Afrika en Antarctica, komt de soort op alle continenten voor, inclusief Hawaï, Madagaskar en Nieuw-Zeeland. Het grootste aantal waarnemingen komen uit Noord-Amerika, Europa en Australië. Hij is zeldzaam in Zuid-Amerika en Zuid-Azië (India).
In Europa heeft de soort zich verspreid van Spanje en Italië tot 71 graden noorderbreedte en tot aan de Oeral. Hij is zeldzaam in het oosten van Groot-Brittannië en in Denemarken en in Frankrijk en Ierland vrijwel afwezig.
De aantallen vermiljoenhoutzwam fluctueerde sterk in het verleden. De oorzaken hiervan zijn niet helemaal duidelijk. Nadat hij in de eerste helft van de 19e eeuw blijkbaar frequent en wijdverbreid was, nam hij sterk af tot ongeveer 1960. De eerste vondst in Nederland dateert van 1967. Daarna was er sprake van een snelle verspreiding in dat land en België, want in de eenentwintigste eeuw kwam de soort er, vooral op de zandgronden, algemeen voor. Hij is er niet bedreigd en staat niet op de rode lijst.